# Єременкова Дарина Олександрівна
Дарина Олександрівна Єременкова (рос. Дарья Александровна Еременкова; нар. 14 липня 1996, Волгоград, Росія) — російська футболістка, півзахисниця петербурзького «Зеніту».

## Життєпис
Вихованка волгоградської СДЮСШОР-11, одним із перших тренерів — Костянтин Кайгородов. У дорослому футболі почала виступати у першій половині 2010-х років за «СДЮСШОР-Зеніт» (згодом — «Зеніт-Волгоград») у першому дивізіоні. Стала автором одного з голів волгоградського клубу у матчі, в якому клуб здобув свою першу перемогу у першій лізі – у червні 2014 року проти бєлгородської «Вікторії» (12:0).
У середині 2010-х років слідом за тренером Костянтином Кайгородовим перейшла до іжевського «Торпедо». У перших сезонах виступала у першому дивізіоні, де в 2017 році стала срібним призером. Свій перший матч у вищій лізі зіграла 18 квітня 2018 року проти «Кубаночки», а всього у дебютному сезоні на найвищому рівні відіграла усі 14 матчів без замін. 9 травня 2019 року стала автором свого першого гола у вищій лізі, завдяки чому принесла команді перемогу над «Єнісеєм» (1:0), ця перемога також стала першою для «Торпедо» у найвищому дивізіоні. У сезоні 2019 року виходила на поле у 18 із 19 матчів свого клубу. В обох сезонах у вищій лізі була капітаном команди.
2020 року грала в чемпіонаті Польщі за «Медик», а 2021 року — у Росії за «Рязань-ВДВ». На початку 2022 року перейшла до петербурзького «Зеніту».